# Universidade de Loughborough
Universidade de Loughborough é uma universidade pública de pesquisa localizada na cidade de Loughborough, Leicestershire, East Midlands, Inglaterra, Reino Unido. Em março de 2013, a universidade anunciou que havia adquirido o antigo centro de transmissão no Parque Olímpico Rainha Isabel, em Londres, para abrir um segundo campus em 2015. A instituição era 1994 Group, até que o grupo foi dissolvido em novembro de 2013. A universidade recentemente ganhou seu sétimo Queen's Anniversary Prize, concedido pela relevância de sua pesquisa.
Tem sido uma universidade desde 1966, mas a instituição remonta a 1909, quando o então Instituto Técnico de Loughborough foi criado com foco em competências e conhecimentos que seriam diretamente aplicáveis em todo o mundo. Loughborough ocupa um lugar particularmente alto em ramos como engenharia e tecnologia e é conhecida por seus cursos relacionados a esportes.

## História
A universidade tem suas raízes em 1909, quando foi fundado o Loughborough Technical Institute no centro da cidade. Em seguida, houve uma rápida expansão sob a liderança do reitor Herbert Schofield, que levou à mudança para Loughborough College e ao desenvolvimento do campus atual. Nos primeiros anos, procurou-se imitar o ambiente de uma faculdade Oxbridge, com estudantes usando becas nas aulas, sem perder o caráter prático do ensino. Durante a Primeira Guerra Mundial, o instituto funcionou como “fábrica de instrução”, formando trabalhadores para a indústria de munições.

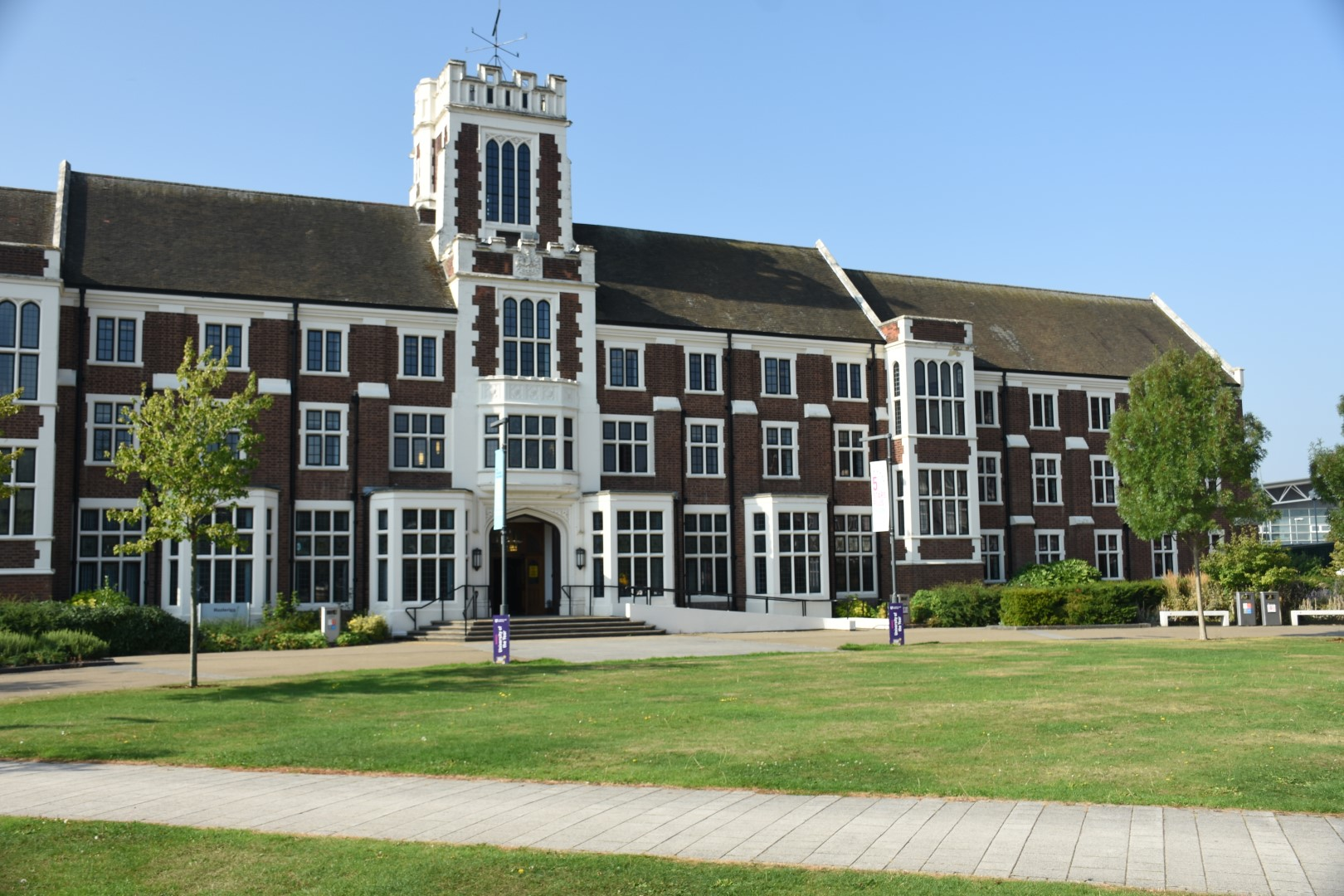
The Hazlerigg Building on campus

### The Loughborough colleges
Após a guerra, o instituto foi dividido em quatro faculdades: Loughborough Training College (formação de professores), Loughborough College of Art (arte e design), Loughborough College of Further Education (ensino técnico e profissional) e Loughborough College of Technology (tecnologia e ciências), sendo esta última o núcleo da universidade atual. A expansão, de uma pequena faculdade provincial à primeira universidade técnica britânica, deveu-se aos reitores Herbert Schofield, que a conduziu de 1915 a 1950, e Herbert Haslegrave, que supervisionou sua expansão de 1953 a 1967, orientando sua transformação primeiro em College of Advanced Technology e, em 1966, em universidade. Em 1977, a universidade ampliou sua oferta ao se fundir com o Loughborough College of Education (antigo Training College) e, em agosto de 1998, com o Loughborough College of Art and Design (LCAD). Loughborough College continua como uma instituição de ensino técnico e profissional.

### Influence of Herbert Schofield
Herbert Schofield assumiu a reitoria em 1915 e permaneceu à frente do College of Technology até 1950. Sob sua direção, o college foi profundamente transformado. Ele adquiriu a propriedade de Burleigh Hall, na periferia ocidental da cidade, que se tornou o núcleo do atual campus de, e supervisionou a construção das residências originais Hazlerigg e Rutland, hoje sede da administração e dos escritórios do vice-chanceler.

### From college to university
Em 1953, o experiente educador Herbert Haslegrave assumiu a reitoria e, ao ampliar o escopo e elevar os padrões, obteve ao instituto o status de College of Advanced Technology em 1958. Convencendo o Departamento de Educação a adquirir novas terras, iniciou-se um programa de construções. Em 1963, o Robbins Report sobre o ensino superior recomendou que todas as faculdades de tecnologia avançada recebessem o status de universidade. O Loughborough College of Technology recebeu uma Royal Charter em 19 de abril de 1966, passando a se chamar Loughborough University of Technology (LUT), com Haslegrave como primeiro vice-chanceler, remodelando-se gradualmente no modelo das universidades de plate glass da época, também criadas sob Robbins.

### Later history
Em 1977, o Loughborough Training College (hoje Loughborough College of Education) foi incorporado à universidade. Em 1996, a instituição retirou o “of Technology” do nome, passando a se chamar Loughborough University. Em 1998, o Arts College também foi incorporado, o que alterou a ênfase tecnológica, fazendo com que a universidade combinasse ciências humanas, artes e ciências. O nome abreviado “Lboro”, “Lufbra” ou “Luff” é comumente utilizado pela associação estudantil, pela associação de ex-alunos e por outros.